# Universidade Al-Azhar de Gaza (Palestina)
Universidade Al-Azhar de Gaza (em árabe: جامعة الأزهر بغزة) é uma instituição de ensino superior palestiniana, de natureza pública, sem fins lucrativos e independente, fundada em 1991, sediada na cidade de Gaza, na Faixa de Gaza, no Estado da Palestina.
Esta universidade é segregada por género, conforme ocorre na maioria das instituições de ensino em Gaza. Ela é conhecida por ter tido a poeta e cientista palestina Hiba Abu Nada como uma de suas alunas.
Esta universidade não deve ser confundida com a Universidade Al-Azhar situada no Cairo (Egipto) que é vinculada à Mesquita Al-Azhar, pois a instituição de ensino palestiniana é uma universidade pública laica pertencente à administração pública do Estado da Palestina, enquanto que a instituição congênere egípcia é uma entidade religiosa.

## História
Ela foi criada em setembro de 1991, durante a primeira intifada, quando o então líder palestiniano Yasser Arafat emitiu um decreto para estabelecer uma universidade nacional palestiniana. 
Em virtude dessa decisão, a Universidade Al-Azhar de Gaza iniciou suas atividades em 18 de outubro de 1991 em um prédio de dois andares com 725 alunos matriculados em duas faculdades: a Faculdade de Educação e a Faculdade de Direito Islâmico (Sharia) e Ciências Jurídicas (agora Faculdade de Direito).
Em 1992, a universidade passou por uma ampliação com a criação de 4 novas unidades: a Faculdade de Farmácia; a Faculdade de Meio Ambiente e Agricultura; a Faculdade de Ciência; e a Faculdade de Artes e Ciências Humanas. Pouco tempo depois seria criada a Faculdade de Ciências Administrativas e Econômicas.
A Faculdade de Ciências Médicas Aplicadas veio a ser criada em 1997, oferecendo um suporte para as necessidades médicas da comunidade palestina. Dois anos depois, em uma parceria desta universidade com a Universidade Al-Quds de Abu Dis, foi implantada a Faculdade de Medicina que se tornou a primeira instituição de ensino médico na Faixa de Gaza.
Em 2015, em razão do financiamento realizado pelo monarca de Marrocos (rei Mohammed VI de Marrocos) e por um fundo de investimentos saudita (Fundo Saudita para o Desenvolvimento), ocorreu a implantação do Edifício Rei Hassan II para Ciências Ambientais e Agricultura novo campus na área de Al-Mughraqa. 
Em 2019, o Tribunal Administrativo de Gaza decidiu que o Conselho de Administração da Universidade não poderia renovar o contrato de trabalho do reitor da instituição: o professor Abdel Khaleq al-Farra. De acordo com reportagem do Al-Monitor, essa decisão judicial teve como pano de fundo a disputa política entre o partido Fatah que administra o Estado da Palestina a partir da Cisjordânia e o partido Hamas que, utilizando a União dos Trabalhadores da universidade para ajuizar a ação e controlando as instituições judiciárias em Gaza, teria obtido sucesso nessa disputa.
Em novembro de 2023, no decorrer do conflito entre Israel e o HAMAS, a instituição foi devastada devido a uma sequência de bombardeios aéreos.